# Pedicularis liguliflora
Pedicularis liguliflora är en snyltrotsväxtart som beskrevs av T. Yamazaki. Pedicularis liguliflora ingår i släktet spiror, och familjen snyltrotsväxter. Inga underarter finns listade i Catalogue of Life.